# 1315년

## 연호
- 원(元) 연우(延祐) 2년
- 일본(日本) 쇼와(正和) 4년
- 쩐 왕조(陳朝) 다이카인(大慶) 2년

## 기년
- 원(元) 인종(仁宗) 4년
- 고려(高麗) 충숙왕(忠肅王) 2년
- 쩐 왕조(陳朝) 명종(明宗) 2년

## 탄생
- 2월 22일 - 고려(高麗)의 28대 국왕(國王) 충혜왕(忠惠王). (~1344년)
- 1월 15일 - 고려(高麗)의 무신(武臣) 이자춘(李子春). (~1360년)

### 미상
- 원나라(元羅羅)의 황후(皇后) 기황후(奇皇后). (~1369년)